# Grand Prix Formule 1 van Monaco 1958
De Grand Prix Formule 1 van Monaco 1958 werd gehouden op 18 mei in Monte Carlo op het circuit van Monaco. Het was de tweede race van het seizoen.

## Uitslag
| Pos. | Nr. | Coureur                  | Constructeur   | Rondes | Tijd / Oorzaak uitval | Grid | Punten |
| ---- | --- | ------------------------ | -------------- | ------ | --------------------- | ---- | ------ |
| 1    | 20  | Maurice Trintignant      | Cooper-Climax  | 100    | 2:52:27.9             | 5    | 8      |
| 2    | 34  | Luigi Musso              | Ferrari        | 100    | +20,2 s               | 10   | 6      |
| 3    | 36  | Peter Collins            | Ferrari        | 100    | +38,8 s               | 9    | 4      |
| 4    | 16  | Jack Brabham             | Cooper-Climax  | 97     | +3 Rondes             | 3    | 3      |
| 5    | 8   | Harry Schell             | BRM            | 91     | +9 Rondes             | 12   | 2      |
| 6    | 24  | Cliff Allison            | Lotus-Climax   | 87     | +13 Rondes            | 13   |        |
| DNF  | 40  | Wolfgang von Trips       | Ferrari        | 91     | Motor                 | 11   |        |
| DNF  | 58  | Joakim Bonnier           | Maserati       | 71     | Ongeluk               | 16   |        |
| DNF  | 26  | Graham Hill              | Lotus-Climax   | 69     | Aandrijving           | 15   |        |
| DNF  | 18  | Roy Salvadori            | Cooper-Climax  | 56     | Versnellingsbak       | 4    |        |
| DNF  | 38  | Mike Hawthorn            | Ferrari        | 47     | Benzinepomp           | 6    | 1S     |
| DNF  | 28  | Stirling Moss            | Vanwall        | 38     | Motor                 | 8    |        |
| DNF  | 6   | Jean Behra               | BRM            | 29     | Remmen                | 2    |        |
| DNF  | 46  | Giorgio Scarlatti        | Maserati       | 28     | Motor                 | 14   |        |
| DNF  | 30  | Tony Brooks              | Vanwall        | 22     | Motor                 | 1    |        |
| DNF  | 32  | Stuart Lewis-Evans       | Vanwall        | 11     | Oververhitting        | 7    |        |
| DNQ  | 22  | Ron Flockhart            | Cooper-Climax  |        |                       |      |        |
| DNQ  | 50  | Ken Kavanagh             | Maserati       |        |                       |      |        |
| DNQ  | 48  | Gerino Gerini            | Maserati       |        |                       |      |        |
| DNQ  | 12  | Bruce Kessler            | Connaught-Alta |        |                       |      |        |
| DNQ  | 14  | Paul Emery               | Connaught-Alta |        |                       |      |        |
| DNQ  | 44  | Maria Teresa de Filippis | Maserati       |        |                       |      |        |
| DNQ  | 56  | André Testut             | Maserati       |        |                       |      |        |
| DNQ  | 52  | Giulio Cabianca          | OSCA           |        |                       |      |        |
| DNQ  | 54  | Luigi Piotti             | OSCA           |        |                       |      |        |
| DNQ  | 42  | Horace Gould             | Maserati       |        |                       |      |        |
| DNQ  | 10  | Ron Flockhart            | BRM            |        |                       |      |        |
| DNQ  | 12  | Bernie Ecclestone        | Connaught-Alta |        |                       |      |        |
| DNQ  | 50  | Luigi Taramazzo          | Maserati       |        |                       |      |        |
| DNQ  | 56  | Louis Chiron             | Maserati       |        |                       |      |        |
| DNQ  | 4   | Paco Godia               | Maserati       |        |                       |      |        |

## Statistieken
| Pole-position | Tony Brooks   | Vanwall | 1:39.8 |
| Snelste ronde | Mike Hawthorn | Ferrari | 1:40.6 |

## Noot
- Dit was het debuut voor de Britse coureurs Cliff Allison, (toekomstig wereldkampioen) Graham Hill en Bernie Ecclestone; de Australische coureur Ken Kavanagh; de Monegaskische coureur André Testut en de Italiaanse coureurs Giulio Cabianca, Luigi Taramazzo en Maria Teresa de Filippis - de eerste vrouwelijke coureur in Formule 1.
- Eerste pole position voor Tony Brooks.

1929 · 1930 · 1931 · 1932 · 1933 · 1934 · 1935 · 1936 · 1937 · 1948 · 1950 · 1955 · 1956 · 1957 · 1958 · 1959 · 1960 · 1961 · 1962 · 1963 · 1964 · 1965 · 1966 · 1967 · 1968 · 1969 · 1970 · 1971 · 1972 · 1973 · 1974 · 1975 · 1976 · 1977 · 1978 · 1979 · 1980 · 1981 · 1982 · 1983 · 1984 · 1985 · 1986 · 1987 · 1988 · 1989 · 1990 · 1991 · 1992 · 1993 · 1994 · 1995 · 1996 · 1997 · 1998 · 1999 · 2000 · 2001 · 2002 · 2003 · 2004 · 2005 · 2006 · 2007 · 2008 · 2009 · 2010 · 2011 · 2012 · 2013 · 2014 · 2015 · 2016 · 2017 · 2018 · 2019 · 2020 · 2021 · 2022 · 2023 · 2024 · 2025